# Stanisław Jędrzejewski (medioznawca)
Stanisław Jędrzejewski (ur. 18 lipca 1946 w Warszawie) – polski socjolog, medioznawca i nauczyciel akademicki, koszykarz, profesor nauk społecznych, dyrektor Programu I Polskiego Radia (2003–2005), członek Krajowej Rady Radiofonii i Telewizji (2005).

## Życiorys

### Kariera sportowa
W latach 1962–1973 grał na pozycji obrońcy w pierwszym zespole koszykarskiego klubu Polonia Warszawa, z którym m.in. zajął 3. miejsce w sezonie 1971/1972. Jako reprezentant Polski brał udział w rozgrywanych w Neapolu mistrzostwach Europy U-18 w 1964, zajmując z drużyną 6. miejsce. W latach 1966–1970 wystąpił dziewięć razy w seniorskiej reprezentacji Polski.

### Działalność naukowa i zawodowa
Ukończył studia w Instytucie Socjologii Uniwersytetu Warszawskiego oraz studia podyplomowe MBA na Akademii Leona Koźmińskiego w Warszawie. Doktoryzował się w 1982 w Instytucie Badań Pedagogicznych, w 2004 na Katolickim Uniwersytecie Lubelskim uzyskał stopień doktora habilitowanego nauk humanistycznych w zakresie socjologii. W 2018 otrzymał tytuł profesora nauk społecznych.
W latach 1970–1972 był asystentem na macierzystej uczelni, później do 1983 pozostawał pracownikiem naukowym w instytutach resortu edukacji. Od lat 80. zawodowo związany z Polskim Radiem. Pełnił m.in. funkcje dyrektora programowego Polskiego Radia (1990–1993), członka zarządu PR (1994–1998), dyrektora biura programowego (1998–1999), a także dyrektora Programu I (2003–2005). W sierpniu 2005 prezydent Aleksander Kwaśniewski powołał go w skład Krajowej Rady Radiofonii i Telewizji. Jego kadencja miała trwać sześć lat, wygasła jednak już w grudniu 2005 po przyjęciu ustawy o przekształceniach i zmianach w podziale zadań i kompetencji organów państwowych w sprawach łączności, radiofonii i telewizji. Pełnił funkcję wiceprzewodniczącego sekcji badań nad radiem w ramach European Communication Research and Education Association (ECREA) oraz członka International Radio Research Network (IREN). W latach 1995–2007 był członkiem i wiceprzewodniczącym komisji radiowej Europejskiej Unii Nadawców.
Pracował na stanowisku profesor nadzwyczajny w Instytucie Socjologii i następnie w Instytucie Dziennikarstwa i Komunikacji Społecznej Katolickiego Uniwersytetu Lubelskiego, Katedrze Dziennikarstwa i Komunikacji Społecznej Wyższej Szkole Informatyki i Zarządzania w Rzeszowie oraz Społecznej Akademii Nauk w Łodzi. Zatrudniony na stanowisku profesora w Katedrze Nauk Społecznych Akademii Leona Koźmińskiego w Warszawie. Objął na ALK funkcję dyrektora Centrum Badań Mediów i Społeczeństwa.
Był też kierownikiem Katedry Teorii i Praktyki Komunikacyjnej Radia na lubelskiej uczelni, pracował naukowo również na Uniwersytecie Minho.
W 2008 wszedł w skład powołanego w Ministerstwie Kultury i Dziedzictwa Narodowego zespołu do spraw przygotowania projektu nowej ustawy medialnej. W 2011 minister Bogdan Zdrojewski mianował go na członka nowej rady nadzorczej Polskiego Radia, w której pełnił funkcję przewodniczącego. Został zastępcą przewodniczącego Komitetu Nauk o Komunikowaniu Społecznym i Mediach PAN.

## Publikacje
- Radio Renesans. Od monopolu do konkurencji, AKT, Warszawa 1997, ISBN 978-83-908345-0-4.
- Radio w komunikacji społecznej. Rola i tendencje rozwojowe Profi-Press, Warszawa 2003, ISBN 978-83-919715-0-5.
- Radiofonia publiczna w Europie w erze cyfrowej, Universitas, Kraków 2010, ISBN 978-83-242-1260-6.
- Radio publiczne w Europie. Program, finansowanie, technologia, audytorium, Poltext, Warszawa 2015, ISBN 978-83-7561-517-3.
- Od radia Marconiego do mediów strumieniowych. Rewolucja technologiczna, ewolucja przekazu i odbioru, Poltext, Warszawa 2020, ISBN 978-83-8175-090-5.
- Media publiczne w erze posttelewizyjnej, Poltext, Warszawa 2024, ISBN 978-83-8175-651-8.

## Odznaczenia
Odznaczony Krzyżem Kawalerskim (2000) i Oficerskim (2014) Orderu Odrodzenia Polski.